# DoLiVe 月刊ドリブ
DoLive 月刊ドリブ（げっかんどりぶ）は、1982年5月青人社より創刊された雑誌。「カネとオンナに強くなる雑誌」を基幹コンセプトとしていた。

## 概要
初代編集長は元『太陽』編集長である嵐山光三郎が務めた。
創刊号の表紙をバカボンのパパが飾り、表紙のコピーは糸井重里が担当。また、嵐山の人脈で、仲畑貴志、川本三郎、赤瀬川原平、篠原勝之、種村季弘、村松友視、井家上隆幸、亀和田武ら、当時売り出し中のサブカル系文化人がコラム類を執筆。さらに嵐山自ら蓑虫の格好をして雑誌のテレビCMにも出演、またテレビ番組『笑っていいとも!増刊号』の司会をつとめるなどして、雑誌の知名度をあげ、売り上げ20万部と好調な出足であった。
嵐山がタレント、執筆活動で多忙となったため、筒井泰彦（筒井ガンコ堂）が2代目編集長。
第3代編集長である渡邊直樹が編集長の時代に折からのバブル景気とサブカルチャーブームに乗じ、また後に週刊誌の定番企画になる「ヌード写真の袋とじ」（写真：篠山紀信）を初めて考案し、25万部の販売実績をあげた。
渡辺が扶桑社刊行の「SPA!」創刊に向け転職、清野明が4代目編集長となり、さらに売り上げを伸ばした。
その後、編集部の若返りをはかり、5代目編集長宮崎博、6代目編集長山本一茂へとバトンは渡されたが、発行部数が徐々に伸び悩み、1997年10月号（1997年8月発行）をもって休刊。
その後、復刊を模索した発行元の青人社は5代目編集長の宮崎博によって1999年7月号より復刊。コンセプトをストリートカルチャーマガジンとして若者文化を活性化させる方向へと進んだ。メインカメラマンを篠山紀信から平間至に替え、サブカルチャー色を強くしたが、同年9月に青人社は倒産した。

## 関連文献
- 嵐山光三郎『昭和出版残侠伝』筑摩書房、2006年、ちくま文庫、2010年 - 雑誌創刊前後が回想描写